# Tejo (sport)
A tejo (kiejtése: teho, más néven turmequé) egy csibcsa indián eredetű sport, amelyet ma Kolumbia nemzeti sportjának tartanak. Lényege, hogy egy szintén tejónak nevezett fémkorongot eldobva közel 20 méter távolságból el kell találni egy kisméretű célpontot, ahova apró, lőport tartalmazó borítékokat helyeznek, így sikeres találat esetén kis robbanás történik. Két ember vagy két egyenlő létszámú csapat játszhatja, ezek többnyire két- vagy négyfősek szoktak lenni. A tejóból Kolumbiában hivatalos bajnokságokat is szerveznek.

## Története
Ezt a játékot a mai Cundinamarca és Boyacá megyék területén élő csibcsa indiánok 1500 körül már játszották: akkor ünnepi szertartásaik részét képezte. Ekkor még turmequének nevezték, ezt a nevet Turmequé városáról kapta, amely abban az időben jelentős kereskedelmi és kulturális központ volt, többek között ebből a sportból is rendeztek ott versenyeket. A zepguagoscua nevű dobókorong eredetileg aranyból készült, később más, olcsóbb fémekkel helyettesítették, és egyszerűbb nevet (tejo) adtak neki.
A Kolumbiából indult tejo később több dél-amerikai, sőt, távolabbi országban is elterjedt, ma eredeti hazáján kívül Ecuadorban és Venezuelában a legnépszerűbb, de játsszák Peruban, Mexikóban, az Amerikai Egyesült Államokban, sőt, Spanyolországban is.
A Kolumbiai Tejoszövetség (Federación Colombiana de Tejo) 1954-ben alakult, ma 21 ligában szervez versenyeket, és 5–5 aranyérmet oszt ki a férfi és a női ágban évente. Ezekben a bajnokságokban a győzelemért kettő, a vereségért egy pont jár, a játékszabályok miatt döntetlen nem lehetséges. Ha a szezon végén pontegyenlőség alakul ki, az érintett csapatoknak külön mérkőzést kell játszaniuk.

## A pálya és a tartozékok jellemzői
A tejót egy 2,5 méter széles, 19,5 méter hosszú pályán játsszák, amelynek két végén helyezik el a célpontokat tartalmazó, fakeretes, agyaggal kitöltött, egy méter hosszú és egy méter széles, lejtős felületű építményeket, amelyeknek hátsó széle 35 cm, első széle 5 cm magas. Ezek mögé egy kis biztonsági falat is elhelyeznek. Az agyagba egy felfele néző, ferdén álló, 13 cm külső és 11 cm belső kerületű fémcsövet (ez az úgynevezett bocín) ásnak be, amelynek csak a felső pereme látszik ki. Erre a peremre helyezik el a 6 centi oldalú szabályos háromszöget formázó, lőport tartalmazó borítékocskákat, az úgynevezett mechákat (általában 4 darabot). Maga a tejo, vagyis a csonkakúp alakú fémkorong, amit eldobnak, legfeljebb 4 cm vastag, alsó átmérője 9 cm, felső átmérője 5,5 cm lehet.

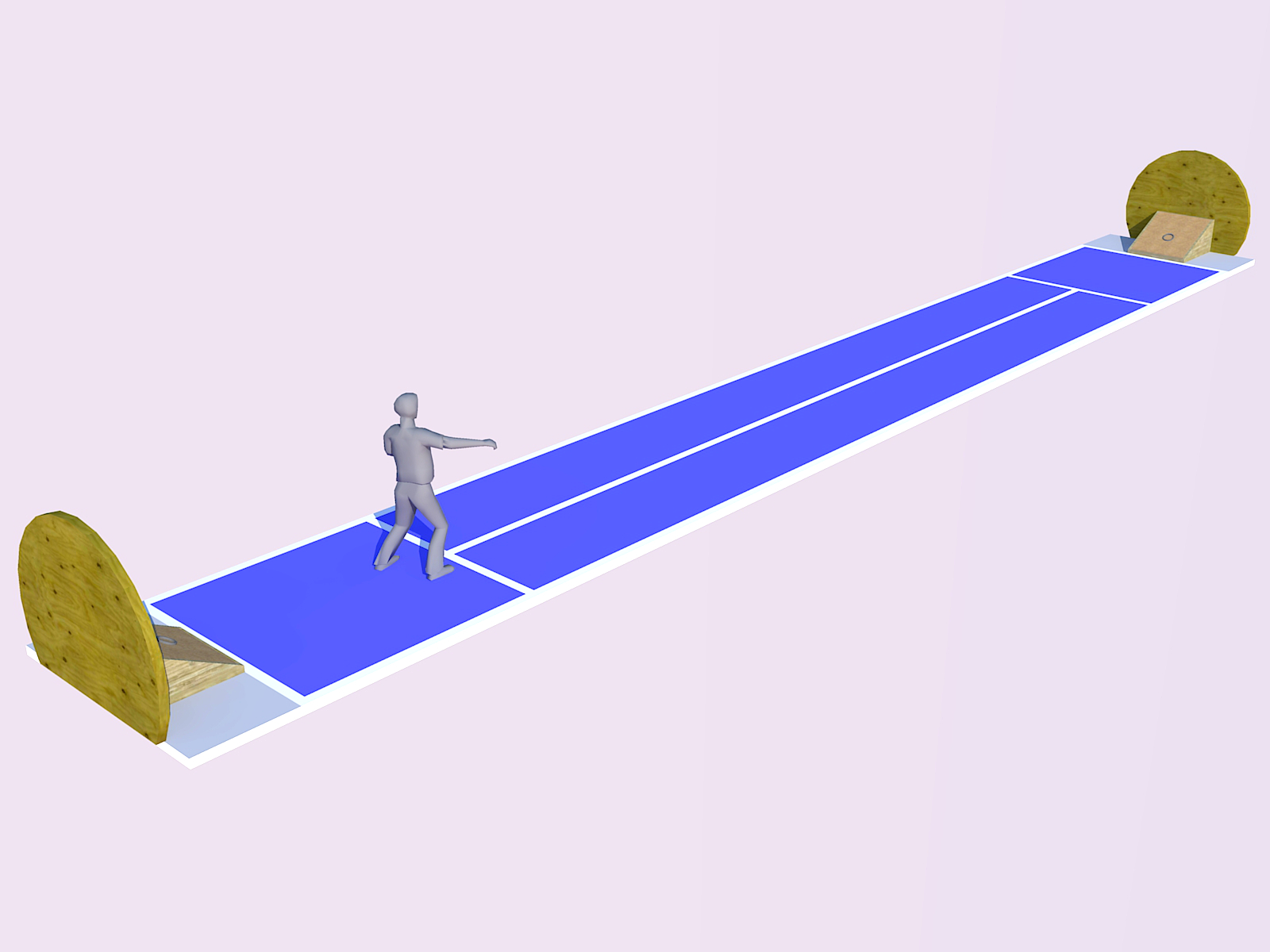
Egy teljes tejopálya
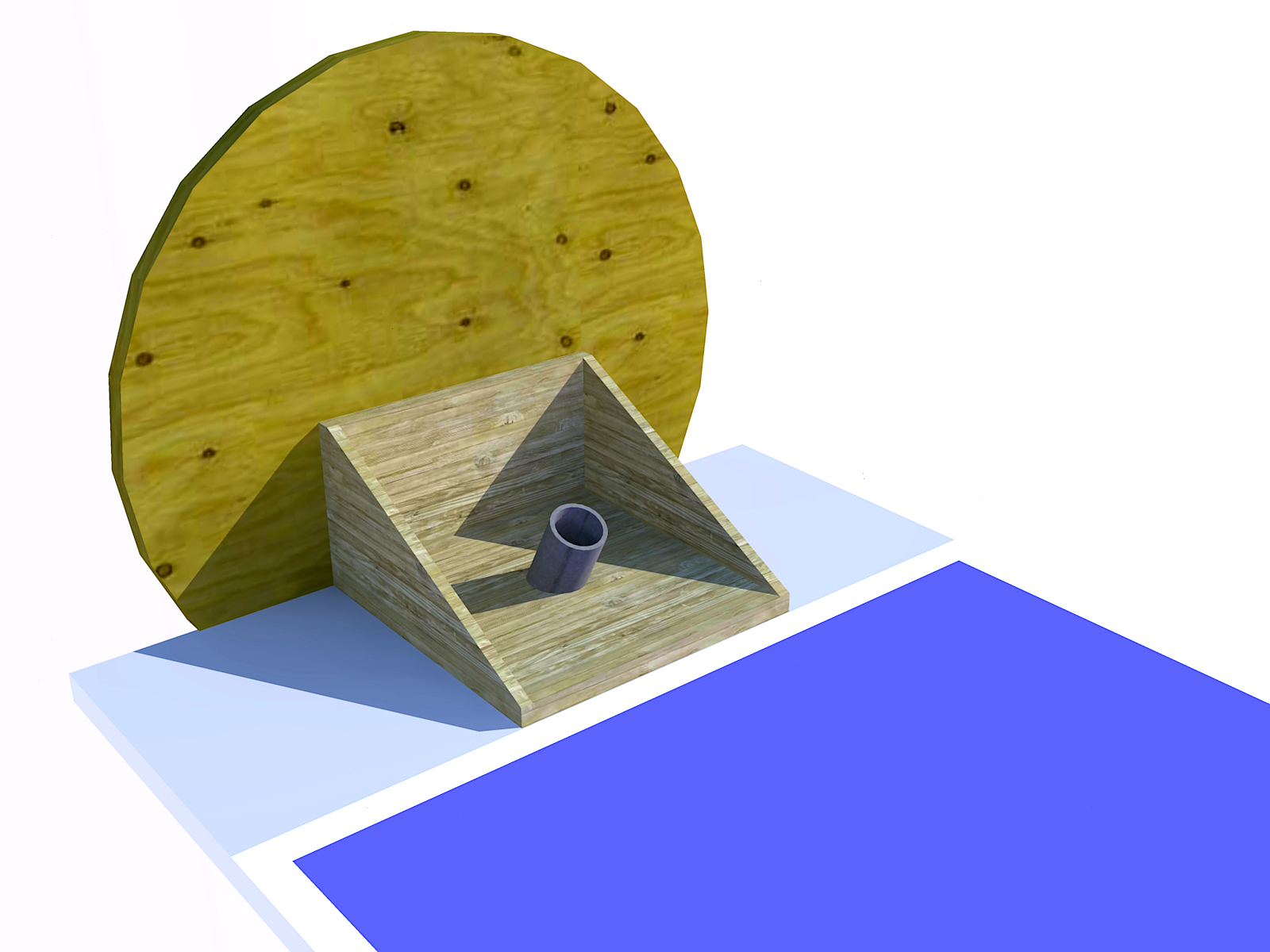
A célpontot tartalmazó építmény agyagkitöltés nélkül
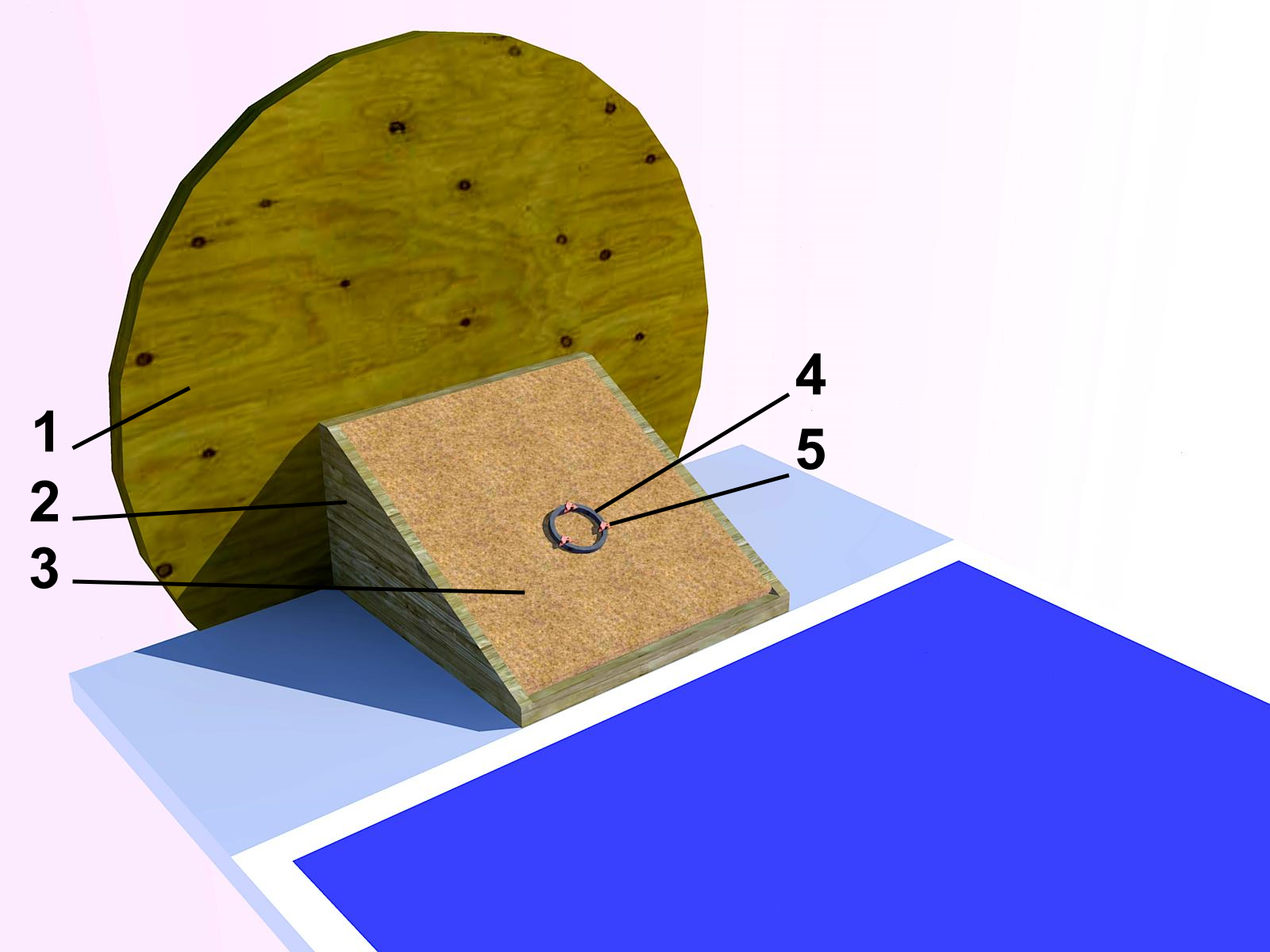
Az építmény agyagkitöltéssel (3), robbanó mechákkal (5)

## A játék menete

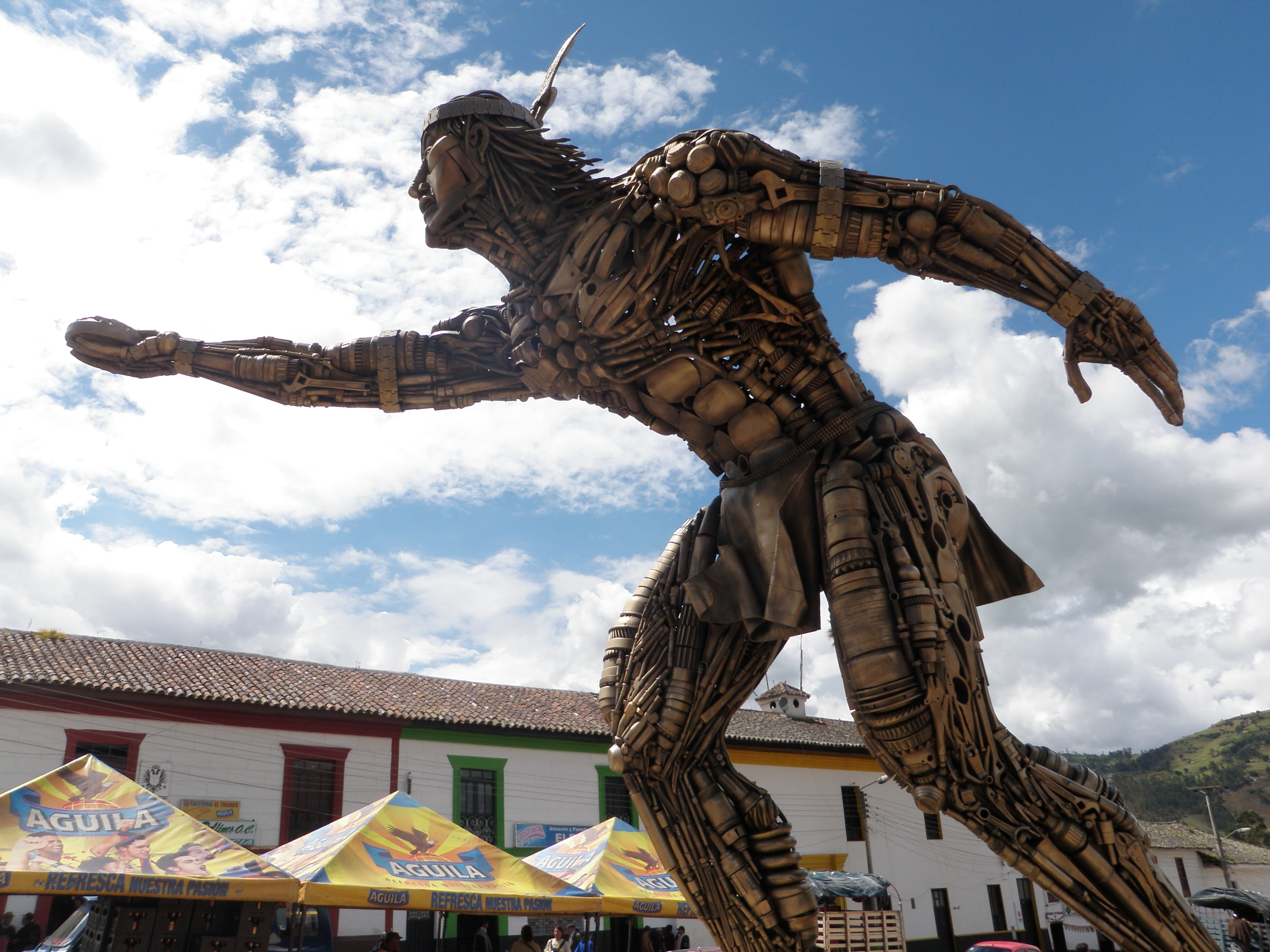
Tejót játszó indián szobra Turmequé városában

A két csapat játékosai a hosszú pálya egy-egy végén helyezkednek el, és onnan felváltva dobnak a másik végén található cél felé. Csak az a dobás ér pontot, amely közvetlenül a célpontot találja el, előtte nem érinti a talajt, a hátsó biztonsági falat vagy a pálya szélét. A pontozás a következőképpen történik:
- Mano (1 pont): az a csapat kapja, amelyik a legközelebb dobta a tejót a fémcsőhöz
- Mecha (3 pont): ha eltalálják az egyik mechát, és az felrobban
- Embocinada (6 pont): ha a tejo a cső (a bocín) közepében megáll az agyagban
- Moñona (9 pont): egy mecha és egy embocinada egyszerre

A tejoversenyeken a mérkőzés addig tart, amíg az egyik csapat el nem ér egy adott pontszámot: férfiaknál ez 27, nőknél 21.